# Hippotragus
Hippotragus is een geslacht van antilopen dat drie soorten bevat, waarvan H. leucophaeus is uitgestorven. 

## Verspreiding en leefgebied
Alle soorten komen voor in delen van Afrika.

## Taxonomie
- Hippotragus
  - Hippotragus equinus – Roanantilope
  - †Hippotragus leucophaeus – Blauwbok
  - Hippotragus niger – Sabelantilope
    - Hippotragus niger variani – Reuzensabelantilope